# Zatraquídids
Els zatraquídids (Zatrachydidae) constitueixen una família d'amfibis temnospòndils que visqueren des del Carbonífer superior fins al Permià inferior. Les seves restes fòssils s'han trobat a Amèrica del Nord i Europa.